# الرأس الغربي (نيوزيلندا)
الرأس الغربي (بالإنجليزية: West Cape)‏ هي النقطة الواقعة في أقصى الغرب في السلسلة الرئيسية من جزر نيوزيلندا. وهي تقع في أقصى الجنوب الغربي من الجزيرة الجنوبية، داخل حديقة فيوردلاند الوطنية .
الرأس الغربي واحد من الرؤوس النيوزيلندية الأربعة التي أطلق عليها جيمس كوك، قائد سفينة إنديفور في رحلته في عام 1769-1770. التي سُمّيت في ذلك الوقت ب اتجاه سماوي كيب نورد راس الشمال، الرأس الشرقي و الرأس الجنوبي و هو أحد رؤوس الجغرافية الكبرى. يقع الرأس الغربي على شاطئ صخري وأرض مائلة منخفضة مغطاة بالغابات شمال نهر نيوتن.